# Long Chánh
Long Chánh là một phường thuộc thành phố Gò Công, tỉnh Tiền Giang, Việt Nam.

## Địa lý
Phường Long Chánh nằm ở phía tây thành phố Gò Công, có vị trí địa lý:
- Phía đông giáp các phường 1, Long Hưng và xã Tân Trung
- Phía tây giáp huyện Gò Công Tây
- Phía nam giáp phường Long Hòa và huyện Gò Công Tây
- Phía bắc giáp xã Bình Xuân và xã Tân Trung.

Phường Long Chánh có diện tích 7,87 km², dân số năm 2022 là 8.596 người, mật độ dân số đạt 1.092 người/km².

## Hành chính
Phường Long Chánh được chia thành 4 khu phố: Long Bình, Long Hưng, Long Mỹ, Long Phước.

## Lịch sử
Xã Long Chánh trước đây là thôn Tân Long, được lập vào cuối đời Gia Long thuộc tổng Kiến Thạnh, phủ Kiến An, trấn Định Tường.
Đời Minh Mạng, thôn Long Chánh thuộc tổng Hòa Đồng, huyện Tân Hòa, phủ Tân An, tỉnh Gia Định.
Năm Thiệu Trị thứ nhất (1841), xã Long Chánh thuộc tổng Hòa Đồng Hạ, huyện Tân Hòa, phủ Hòa Thạnh, tỉnh Gia Định.
Năm Tự Đức thứ năm (1852), xã Long Chánh thuộc phủ Tân An, tỉnh Gia Định.
Đầu thời kỳ Pháp thuộc, là tổng Hòa Đồng Hạ thuộc hạt Thanh tra Tân An, rồi Tân Hòa, rồi Gò Công.
Trước 1945, làng Long Chánh thuộc tổng Hòa Đồng Trung, tỉnh Gò Công, trong kháng chiến chống Mỹ là một phần của xã Long Thuận thuộc tỉnh Gò Công.
Ngày 16 tháng 2 năm 1987, Hội đồng Bộ trưởng ban hành Quyết định số Quyết định số 37-HĐBT về việc thành lập xã Lang Chánh.
Ngày 23 tháng 6 năm 1994, Chính phủ ban hành Nghị định số 69-CP về việc thành lập Phường 4 trên cơ sở một phần diện tích và nhân khẩu của xã Long Chánh.
Sau khi điều chỉnh, xã Long Chánh có 4 ấp: Long Bình, Long Hưng, Long Mỹ, Long Phước.
Ngày 19 tháng 3 năm 2024, Ủy ban Thường vụ Quốc hội ban hành Nghị quyết số 1013/NQ-UBTVQH15 (nghị quyết có hiệu lực từ ngày 1 tháng 5 năm 2024) về việc:
- Thành lập phường Long Chánh thuộc thị xã Gò Công trên cơ sở toàn bộ diện tích tự nhiên 7,87 km² và dân số là 8.596 người của xã Long Chánh.
- Thành lập thành phố Gò Công thuộc tỉnh Tiền Giang. Phường Long Chánh trực thuộc thành phố Gò Công.

Ngày 12 tháng 4 năm 2024, UBND tỉnh Tiền Giang ban hành Quyết định số 635/QĐ-UBND về việc chuyển các ấp Long Bình, Long Hưng, Long Mỹ, Long Phước thành các khu phố có tên tương ứng.